# كاتدرائية سيدة النياح
كاتدرائية سيدة النياح للروم الملكيين في دمشق هي مقر أبرشية دمشق للروم الملكيين الكاثوليك، ويعود عمر هذه الكنيسة إلى بدء تأسيس طائفة الروم الملكيين الكاثوليك في المشرق والتي بدء من دمشق، وهذه الكنيسة تعرف بين أهل مدينة دمشق المسيحيين بكنيسة الزيتون نظرا لكثره أشجار الزيتون الموجودة في فناء هذه الكنيسة الكاتدرائية التي كانت موجودة قديما فيها.
الكاتدرائية تقع ضمن مقر بطريركية الروم الكائوليك بدمشق القديمة وتعد هذه الكنيسة من أهم التحف المعمارية الموجودة في مدينة دمشق ويقع ضمن هذه الكنيسة الدوائر البطريركية وأيضا يوجد بجوارها مدرسة الاكليركية الصغرى، وقد جددت هذه الكنيسة عدة مرات أخرها في عهد البطريرك غريغوريوس الثالث لحام للروم الملكيين في سوريا والمشرق.